# Đại dịch COVID-19 tại Liechtenstein
Bài viết này ghi lại các tác động của Đại dịch COVID-19 tại Liechtenstein và có thể không bao gồm tất cả các phản ứng và biện pháp hiện thời.

## Dòng thời gian
Vào ngày 3 tháng 3, trường hợp đầu tiên được báo cáo ở nước này: một thanh niên đã tiếp xúc với một người nhiễm bệnh ở Thụy Sĩ và do đó đã đến bệnh viện tiểu bang như một trường hợp nghi ngờ. Tổng cộng, 14 trường hợp nghi ngờ đã được thử nghiệm tại bệnh viện nhà nước, 13 trong số đó là âm tính. Người được xét nghiệm dương tính vẫn bị cô lập trong bệnh viện.
Tính đến hết ngày 13 tháng 4 năm 2024, Liechtenstein ghi nhận 21,574 trường hợp nhiễm COVID-19 và 94 trường hợp tử vong.
Nhiễm trùng ở Liechtenstein